# Miloš Orson Štědroň
Miloš Orson Štědroň (* 5. November 1973 in Brünn) ist ein tschechischer Komponist.
Der Sohn des Komponisten und Musikwissenschaftlers Miloš Štědroň studierte von 1988 bis 1994 am Konservatorium von Brünn Klavier bei Václav Šeffl und Komposition bei Jiří Bárta. Von 1994 bis 1998 setzte er sein Kompositionsstudium an der Janáček-Musikakademie (JAMU) bei Arnošt Parsch fort; zugleich studierte er an der Philosophischen Fakultät der Masaryk-Universität Musikwissenschaft u. a. bei Jiří Fukač und Rudolf Pečman. 2001 erhielt er das Magisterdiplom mit einer Arbeit über Leoš Janáček. Es folgte ein Doktorandenstudium an der Musikfakultät der Akademie der musischen Künste in Prag bei Václav Riedlbauch und Ivan Kurz, das er 2009 als Ph. D. abschloss.
Von 1999 bis 2003 war Štědroň Korrepetitor an der musikdramatischen Abteilung des Prager Konservatoriums, seitdem unterrichtet er an diesem Konservatorium Harmonie- und Formlehre sowie Musikgeschichte und gibt Kurse für zeitgenössische Musik. Er komponierte Orchester- und Kammermusik, Opern, Film- und Schauspielmusiken. Zudem tritt er als Stummfilmpianist auf und spielte Aufnahmen (u. a. mit Iva Bittová) auf. 2008 veröffentlichte er ein Instrumentationslehrbuch.

## Werke
- Klaviersonate (1993)
- Stracholam (1995)
- Streichquartett (1996)
- Missa Zingarrica für Iva Bittová für kleines Ensemble (1997)
- Concerto grosso für Orchester (1998)
- Vánoce v sanatoriu nach Texten von Ivan Blatný (1999)
- Requiem pro Ivu Bittovou für kleines Ensemble (2001)
- 444 Guitars (2001)
- Lidská tragikomedie, Oper (2002)
- Prospaný život, Schauspielmusik (2003)
- Čekáme Tě! für Orchester (2003)
- Prosper and Gamble (2004)
- Tom Bellophone (2004)
- Adieu Musen (2005)
- Držím Vám palce! (2005)
- PASEJAMá (2005)
- VlaseMeOhValseMe für Orchester (2006)
- Roxymoron für Orchester (2007)
- Jana z Arcu, Schauspielmusik (2007)
- Kabaret Ivan Blatný (2007)
- Don Juan, Schauspielmusik (2008)
- Co se stalo, když Nora opustila manžela aneb opora společností, Schauspielmusik (2010)
- CASATAR (2011)
- Rock for two strings (2012)